# Konische Hülle
Die konische Hülle, manchmal auch positive Hülle genannt, ist ein spezieller Hüllenoperator, der jeder Teilmenge eines Vektorraumes den kleinsten konvexen Kegel zuordnet, der diese Menge enthält. Die konische Hülle findet Verwendung in der Theorie der mathematischen Optimierung, insbesondere in der linearen Optimierung.

## Definition
Gegeben sei ein {\displaystyle \mathbb {R} }-Vektorraum {\displaystyle V} und {\displaystyle X} eine beliebige Teilmenge von {\displaystyle V}. Dann heißt
{\displaystyle \operatorname {pos} (X):=\bigcap _{X\subseteq {\mathcal {K}} \atop {\mathcal {K}}{\text{ ist konvexer Kegel }}}{\mathcal {K}}}
die konische Hülle oder auch positive Hülle von {\displaystyle X}. Sie ist der kleinste konvexe Kegel, der {\displaystyle X} enthält.
Äquivalent dazu ist die Definition
{\displaystyle \operatorname {pos} (X):=\left\{\sum _{i=1}^{n}\lambda _{i}x_{i}\,|\,n\in \mathbb {N} ;x_{i}\in X;\lambda _{i}\geq 0\right\}}.

## Bemerkungen
- Allgemeiner lässt sich die Kegelhülle für beliebige {\displaystyle \mathbb {K} }-Vektorräume definieren, solange {\displaystyle \mathbb {K} } ein geordneter Körper ist.
- Die Notation {\displaystyle \operatorname {pos} (X)} wird in der Literatur nicht einheitlich verwendet, teilweise findet sich auch die Bezeichnung {\displaystyle \operatorname {cone} (X)}. Diese Notation bezeichnet aber auch manchmal den kleinsten (gewöhnlichen) Kegel, der {\displaystyle X} enthält und wird dann Kegelhülle genannt.

## Eigenschaften
- Die konische Hülle ist die kleinste Menge, die abgeschlossen bezüglich konischen Kombinationen der Elemente von {\displaystyle X} ist. Dies folgt direkt  aus der zweiten Charakterisierung.
- {\displaystyle \operatorname {pos} } ist ein Hüllenoperator, es gilt also für {\displaystyle X,Y\subset V}

- {\displaystyle X\subset \operatorname {pos} (X)},
- {\displaystyle X\subset Y\implies \operatorname {pos} (X)\subset \operatorname {pos} (Y)},
- {\displaystyle \operatorname {pos} (\operatorname {pos} (X))=\operatorname {pos} (X)}.

- Es gilt {\displaystyle \operatorname {pos} (X)=\operatorname {cone} (\operatorname {conv} (X))=\operatorname {conv} (\operatorname {cone} (X))}. Hierbei ist {\displaystyle \operatorname {cone} } die Kegelhülle und {\displaystyle \operatorname {conv} } die konvexe Hülle.
- Betrachtet man die zweite der obigen Definitionen, fällt auf: Ist {\displaystyle -X\subseteq X}, d. h. {\displaystyle -x\in X} für alle {\displaystyle x\in X}, dann ist {\displaystyle \operatorname {pos} X=\operatorname {span} X}. Insbesondere reichen also zwei Vektoren aus, um eine Gerade zu erzeugen, vier für eine Ebene und {\displaystyle \left\lfloor {\frac {n}{2}}\right\rfloor }, um den ganzen {\displaystyle \mathbb {R} ^{n}} als konische Hülle zu besitzen. (Unter anderem daher bezeichnet man als "echte Kegel" {\displaystyle C} nur solche, die zwar konvex, aber auch spitz sind, also keine Gerade enthalten, d. h. {\displaystyle -C\cap C=\{0\}})

## Endlich erzeugter Kegel
Ein Kegel {\displaystyle K} heißt endlich erzeugter Kegel, wenn es eine endliche Menge {\displaystyle X} gibt, so dass
{\displaystyle K=\operatorname {pos} (X)}
ist. Ein Kegel im {\displaystyle \mathbb {R} ^{n}} ist genau dann endlich erzeugt, wenn er ein polyedrischer Kegel ist.

## Beispiele
Sind im {\displaystyle \mathbb {R} ^{2}} die zwei Vektoren
{\displaystyle v_{1}={\begin{pmatrix}0\\1\end{pmatrix}},\,v_{2}={\begin{pmatrix}1\\0\end{pmatrix}}}.
gegeben, so ist
{\displaystyle \operatorname {pos} (v_{1},v_{2})=\{x\in \mathbb {R} ^{2}\,,\,x_{1}\geq 0,\,x_{2}\geq 0\}},
da sich jedes Element dieser Menge (der erste Quadrant) als Positivkombination von {\displaystyle v_{1}} oder {\displaystyle v_{2}} darstellen lässt.
Sind die Monome {\displaystyle x^{2},x,1} gegeben, so ist
{\displaystyle \operatorname {pos} (x^{2},x,1)=\{\lambda _{2}x^{2}+\lambda _{1}x+\lambda _{0}\}}
für {\displaystyle \lambda _{i}\geq 0}. Dies sind dann genau alle Polynome vom Maximalgrad 2 mit positiven Koeffizienten.